# Raquel Cassidy
Pour les articles homonymes, voir Cassidy.
Raquel Cassidy est une actrice anglaise née le 22 janvier 1968 à Fleet dans le Hampshire.

## Biographie

### Enfance
Elle est née à Fleet dans le Hampshire, d’une mère espagnole et d’un père anglais. Raquel est la seule fille du couple. Elle a deux frères.
Elle a étudié à Farnborough Hill Convent et au Girton College, où elle a étudié les langues modernes et ensuite la biologie anthropologique. Elle suit par la suite un cursus dans la biologie, avant d’abandonner cette voie et de se consacrer à une carrière dans la comédie.

### Carrière
Raquel commence sa carrière en 1998 en apparaissant dans la mini-série Killer Net. Elle fait ensuite de nombreuses apparitions dans différentes séries, avant de décrocher le rôle de Susan Gaety dans la série Teachers (en) en 2001. Elle y reste deux ans. Grâce à ce rôle, Raquel décroche plusieurs rôles : elle débute ainsi au cinéma, dans Je t'aime, un peu, beaucoup, Before You Go et Shooters en 2002.
Elle joue en 2003 dans Trevor's World of Sport, Holby city et Red cap. En 2004, l’actrice obtient un rôle dans la série La pire semaine de ma vie, puis dans According to Bex et Last rights en 2005.
En 2007, elle joue dans la série Party Animals. On la retrouve ensuite dans Moving wallpapers, de 2008 à 2009. En 2011, c'est au tour de Doctor Who et Land Girls.
De 2006 à 2011, elle joue dans Lead Ballons.
En 2013, l’actrice obtient le rôle de Baxter dans la série multi-récompensée Downton Abbey, la rendant encore plus célèbre internationalement. Elle le tient jusqu'en 2015, puis le reprend pour le film en 2019.
Elle joue dans la série Uncle de 2015 à 2017, et Strangers en 2018. Depuis 2017, elle incarne aussi Miss Hardbroom dans Amandine Malabul, sorcière maladroite. 
En 2019, elle joue dans le film Official Secrets.

## Filmographie

### Cinéma
- 1999 : Perdie : Miss Jennings
- 2000 : Thin Ice : DS Beckett
- 2002 : Shooters : Tess
- 2002 : Before You Go : Felicia
- 2002 : Do I Love You? : Romy
- 2004 : Out of Time : Alice
- 2005 : Blake's Junction 7 : Jenna
- 2005 : Festival : Petra Loewenberg
- 2007 : Tick Tock Lullaby : Maya
- 2007 : The Boat People : Alice
- 2007 : Les graines de la colère (Britz) : Joy
- 2008 : Nightwalking : Martha
- 2010 : An Act of Love : Catherine
- 2010 : Bleach : Rebecca
- 2012 : Routine Vaccination : Infirmière
- 2013 : To Leech : Mary
- 2013 : Wisdom : Emily Eximo
- 2014 : The Ballad of Langley Lane : La mère
- 2016 : The Twisted Death of a Lonely Madman : Mystic-57
- 2016 : Demain tout commence : L'institutrice de Gloria
- 2019 : Cliffs of Freedom : Christina Vakrinos
- 2019 : Downton Abbey de Michael Engler : Phyllis Baxter
- 2019 : Official Secrets  : Anne Emmerson
- 2022 : Downton Abbey 2 : Une Nouvelle Ère de Simon Curtis : Phyllis Baxter
- 2023 : Ferryman : La mère
- 2025 : Downton Abbey 3 de Simon Curtis

### Télévision
- 1998 : Killer Net : Pamela Boxer (2 épisodes)
- 1999 : The Bill : Lola Chaves (1 épisode)
- 1999 : Médecins de l'ordinaire (Peak Practice) : Cheryl Parker (1 épisode)
- 2000 : Nature Boy : Ros (1 épisode)
- 2000 : Hearts and Bones : Mary Jones (1 épisode)
- 2001 : Table 12 : Yolanda (1 épisode)
- 2001-2002 : Teachers : Susan Gately (18 épisodes)
- 2003 : Trust : Elizabeth Blackwood (1 épisode)
- 2003 : Bonnet-Rouge : Neve Kirland (5 épisodes)
- 2003 : Holby City : Julie Redding (1 épisode)
- 2003 : Trevor's World of Sport : Caroline Bradley
- 2004 : La Pire Semaine de ma vie : Cassie (6 épisodes)
- 2005 : According to Bex : Chris
- 2005 : Last Rights : Nadine
- 2005 : Twisted Tales : Lynne (1 épisode)
- 2006 : Comedy Lab : Jane (1 épisode)
- 2006-2011 : Lead Balloon : Mel (26 épisodes)
- 2007 : Party Animals : Jo Porter
- 2007 : Sold : Yvette Daniels (1 épisode)
- 2008 : Casualty : Monica Batchelor (1 épisode)
- 2008 : Hercule Poirot : Maureen Summerhayes (1 épisode)
- 2008 : No Heroics : Kim l'agent (1 épisode)
- 2008-2009 : Moving Wallpaper : Nancy Weeks (18 épisodes)
- 2009 : Flics toujours (New Tricks) : Susannah Morton (1 épisode)
- 2011 : Land Girls : Diana Granville
- 2011 : Doctor Who : Cleaves (2 épisodes "La chair vivante")
- 2011 : DCI Banks : Dr Elizabeth Waring (2 épisodes)
- 2012 : Inspecteur Barnaby (Midsomer Murders) : Diana DeQuetteville (1 épisode)
- 2012 : Les Arnaqueurs VIP (Hustle) : Dr Dana Deville (1 épisode)
- 2012 : A Touch of Cloth : Clare Hawkchurch (1 épisode)
- 2013 : The Other Child : DI Valerie Almond
- 2013 : Jo : Pauline Langlois (1 épisode)
- 2013 : Londres, police judiciaire (Law & Order : UK) : Lydia Smythson (1 épisode)
- 2013-2015 : Downton Abbey : Phyllis Baxter (saisons 4, 5 et 6)
- 2014 : Jonathan Creek : Sharon (1 épisode)
- 2015 : Les enquêtes de Vera : Gloria Edwards (1 épisode)
- 2015-2017 : Uncle : Teresa
- 2016 : Mid Morning Matters with Alan Partridge : Hayley (1 épisode)
- 2017 : Silent Witness : Dr. Eva Vasquez (1 épisode)
- 2017 : W1A : Tasmin Howard (1 épisode)
- 2017-2020 : Amandine Malabul, sorcière maladroite (The Worst Witch) : Joy Hécate Bâtonsec
- 2018 : Strangers : Rachel Hargreaves
- 2022 : The Good Karma Hospital : Frankie Martin (4 épisodes)
- 2022 : Safe Space : Lucy Leer (1 épisode)
- 2023 : The Chelsea Detective (1 épisode)